# شاتوربوغ
شاتوربوغ هو سياسي هندي ولد في عام 1935م كان يقود حزب الشعب الهندي (حزب سياسي قومي في الهند) في راجاستان. وكان عضوا منتخبا في (بيت الشعب الهندي).